# 石排灣邨公共運輸交匯處
石排灣邨公共運輸交匯處（英語：Shek Pai Wan Estate Public Transport Interchange）位於香港南區石排灣漁光道石排灣邨商場地下，對面為漁暉苑安暉閣，為一個室內坑狀巴士總站。現時有四條巴士路線及五條專線小巴路線以此為總站。
雖然城巴595線以「石排灣邨」為循環點，但實際上並非停靠此站，而是在附近的漁暉苑日暉閣和景暉閣停站。

## 總站路線資料（巴士）

### 城巴7號線
- 石排灣 ↔ 中環碼頭

於1921年投入服務，1982年3月15日延長至此，途經香港仔、田灣、薄扶林道、香港大學、西營盤及上環，為港島區首條巴士路線。

### 城巴70P線
- 石排灣 ↔ 中環（交易廣場）

於2007年9月24日投入服務，途經香港仔、黃竹坑、香港仔隧道及灣仔，為70線的特別班次，只於每日早上至黃昏提供服務。

### 城巴76線
- 石排灣 ↺ 銅鑼灣（邊寧頓街）
- 石排灣 → 銅鑼灣（邊寧頓街）（特別班次）

於1980年12月15日投入服務，途經香港仔、黃竹坑、壽臣山、黃泥涌峽及灣仔司徒拔道，2022年9月11日縮短至黃竹坑站，但星期一至五（公眾假期除外）06:00至08:30之班次仍然維持以本站為總站。

### 過海隧道巴士971線
- 香港仔（石排灣） ↔ 海麗邨

於2003年12月16日投入服務，途經香港仔、田灣、華富邨、碧瑤灣、大口環、摩星嶺、堅尼地城、石塘咀、西區海底隧道、佐敦、油麻地、旺角、大角咀及南昌站。

## 總站路線資料（專線小巴）

### 香港島專線小巴4A線
- 香港仔（石排灣） ↔ 銅鑼灣（景隆街）

### 香港島專線小巴4B線
- 香港仔（石排灣） ↔ 灣仔（修頓球場）

### 香港島專線小巴4C線
- 香港仔（石排灣） ↔ 銅鑼灣（景隆街）

### 香港島專線小巴4M線
- 香港仔（石排灣）／香港仔中心 ↔ 黃竹坑站

### 香港島專線小巴4S線
- 石排灣 ↺ 香港仔

### 香港島專線小巴52線
- 香港仔（漁暉道）／香港仔（石排灣） ↔ 赤柱監獄

### 香港島專線小巴N4A線
- 香港仔（石排灣） → 銅鑼灣（景隆街）

### 香港島專線小巴N4C線
- 香港仔（石排灣） ↔ 銅鑼灣（景隆街）

## 外部連結
- 石排灣邨公共運輸交匯處 （页面存档备份，存于），城巴／新巴